# مرسيليائية سريرية
مرسيليائية سريرية (الاسم العلمي: Massilia consociata) هي نوع من البكتيريا، سلبية الغرام، تتبع المرسيليات.